# Juan Ramón López Muñiz
Juan Ramón López Muñiz, född 2 november 1968 i Gijón i Spanien, är en spansk före detta professionell fotbollsspelare och numera tränare. För tillfället är López Muñiz tränare för Malaga CF.

## Fotnoter
1. ↑  BDFutbol, BDFutbol spelar-ID: 1691, läst: 25 april 2022.[källa från Wikidata]
2. ↑  transfermarkt.com, transfermarkt.com tränar-ID: 5177, läst: 4 april 2022.[källa från Wikidata]